# Jaera serica
Jaera serica é uma espécie de borboleta descrita por John Obadiah Westwood em 1851. Jaera serica faz parte do gênero Jaera e família lycaenidae.